# Lubomír Pokluda
Lubomír Pokluda (Frýdek-Místek, 1958. március 17. –) olimpiai bajnok csehszlovák válogatott cseh labdarúgó, középpályás.

## Pályafutása

### Klubcsapatban
1976 és 1979 között a Sklo Union Teplice, 1979 és 1984 között az RH Cheb labdarúgója volt. 1985-ben a Sparta Praha csapatában szerepelt, ahol egy csehszlovák bajnoki címet szerzett az együttessel. 1986 és 1988 között az Inter Bratislava játékosa volt. 1988–89-ben a belga Lierse csapatában fejezte be az aktív labdarúgást.

### A válogatottban
1980 és 1982 között négy alkalommal szerepelt a csehszlovák válogatottban. Tagja volt az 1980-as moszkvai olimpiai játékokon aranyérmet nyert csapatnak. Az olimpiai csapatban hétszer lépett pályára és két gólt szerzett.

## Sikerei, díjai
Csehszlovákia
- Olimpiai játékok
  - aranyérmes: 1980, Moszkva

 Sparta Praha
- Csehszlovák bajnokság
  - bajnok: 1984–85